# Caputh War Memorial

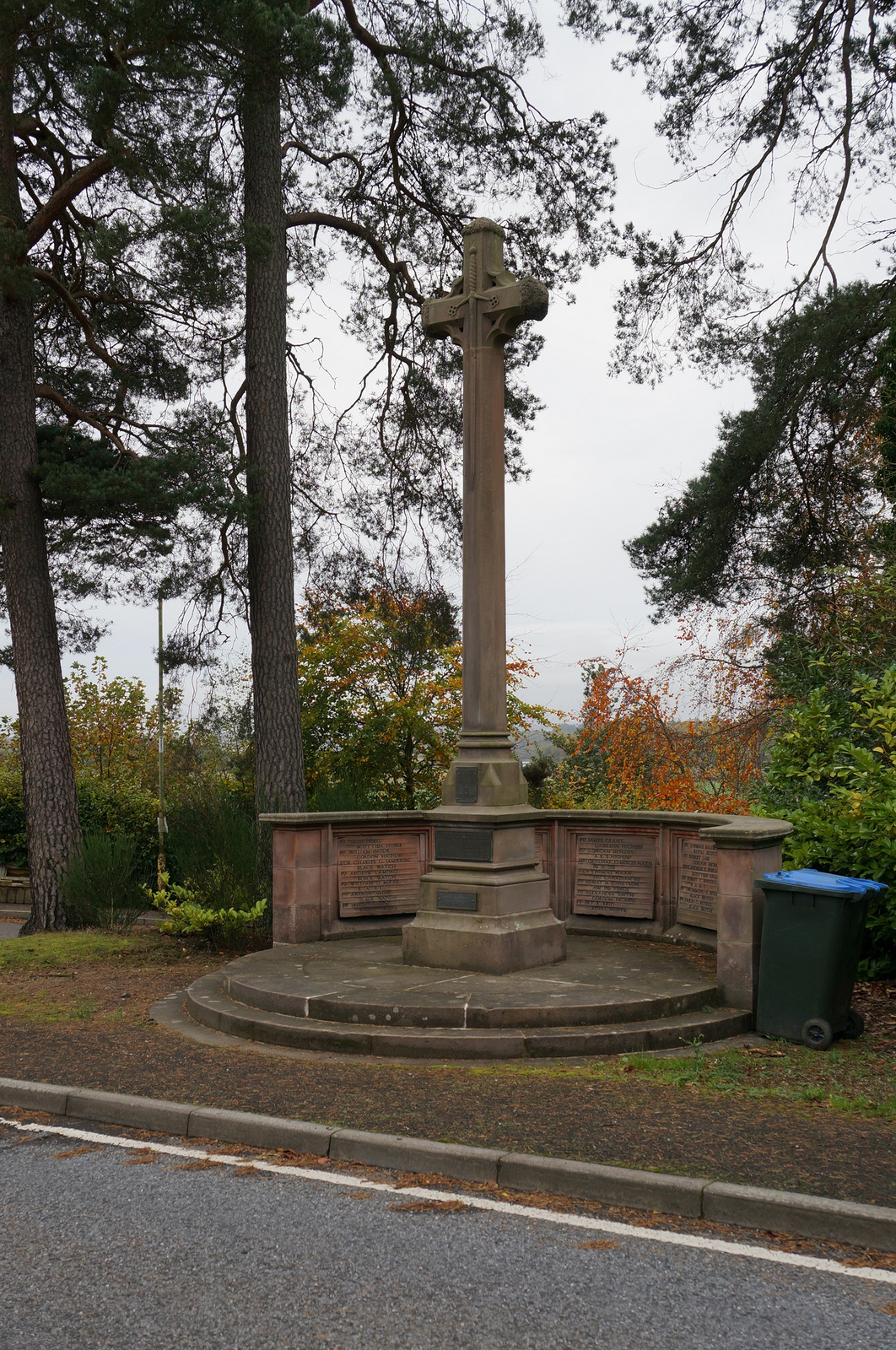
Das Kriegerdenkmal in Caputh

Das Caputh War Memorial ist ein Kriegerdenkmal in der Ortschaft Caputh im Norden von Schottland. Das im August 1920 eingeweihte Denkmal erinnert an Menschen aus dem umgebenden Civil Parish, die im Laufe des Ersten Weltkrieges ums Leben kamen. Es umfasst ein Lateinisches Kreuz aus Sandstein, das leicht erhöht auf zwei Stufen steht, sowie fünf dahinter, an einer niedrigen Mauer, angebrachte Tafeln, auf denen die Namen der gestorbenen Personen in angebrachten Buchstaben aus Bronze zu lesen sind.
Nach Ende des Zweiten Weltkrieges kam im Juni 1950 eine weitere Tafel mit Opfern aus der Gegend hinzu. Separat, auf einer eigenen Plakette, wird ein Mitglied der New Zealand Army erwähnt.
Die Anlage ist seit 1971 als Listed Building der Kategorie C ausgewiesen und steht somit unter Denkmalschutz.